# Berlin Anhalter Bahnhof
Anhalter Bahnhof (Anhaltské nádraží) bylo koncové nádraží v Berlíně; do provozu uvedeno v rozmezí let 1841–1880, až na fragment bylo za druhé světové války zbouráno a dnes tedy neslouží.
Nádraží bylo koncovým bodem berlínsko-anhaltské dráhy, uvedené do provozu roku 1841. Hlavní hala nádraží byla vysoká 34 metrů a překlínala nástupiště na délce 62 metrů; svého času se jednalo o největší německé nádraží. Plány nádraží vytvořili architekti Franz Schwechten a Heinrich Seidel. První část byla otevřena již roku 1841, druhá část až 1880. Z nádraží existovalo spojení také až do Drážďan (a odtud později do Vídně, Říma a Athén).
Dne 3. února 1945 utrpělo nádraží v důsledku bombardovacího náletu spojenců těžké škody a vyhořelo. Po válce bylo nádraží jen nouzově opraveno, provoz byl zastaven roku 1952. Roku 1960 bylo nádraží až na přední průčelí pomocí výbušnin zbouráno.

### Externí odkazy

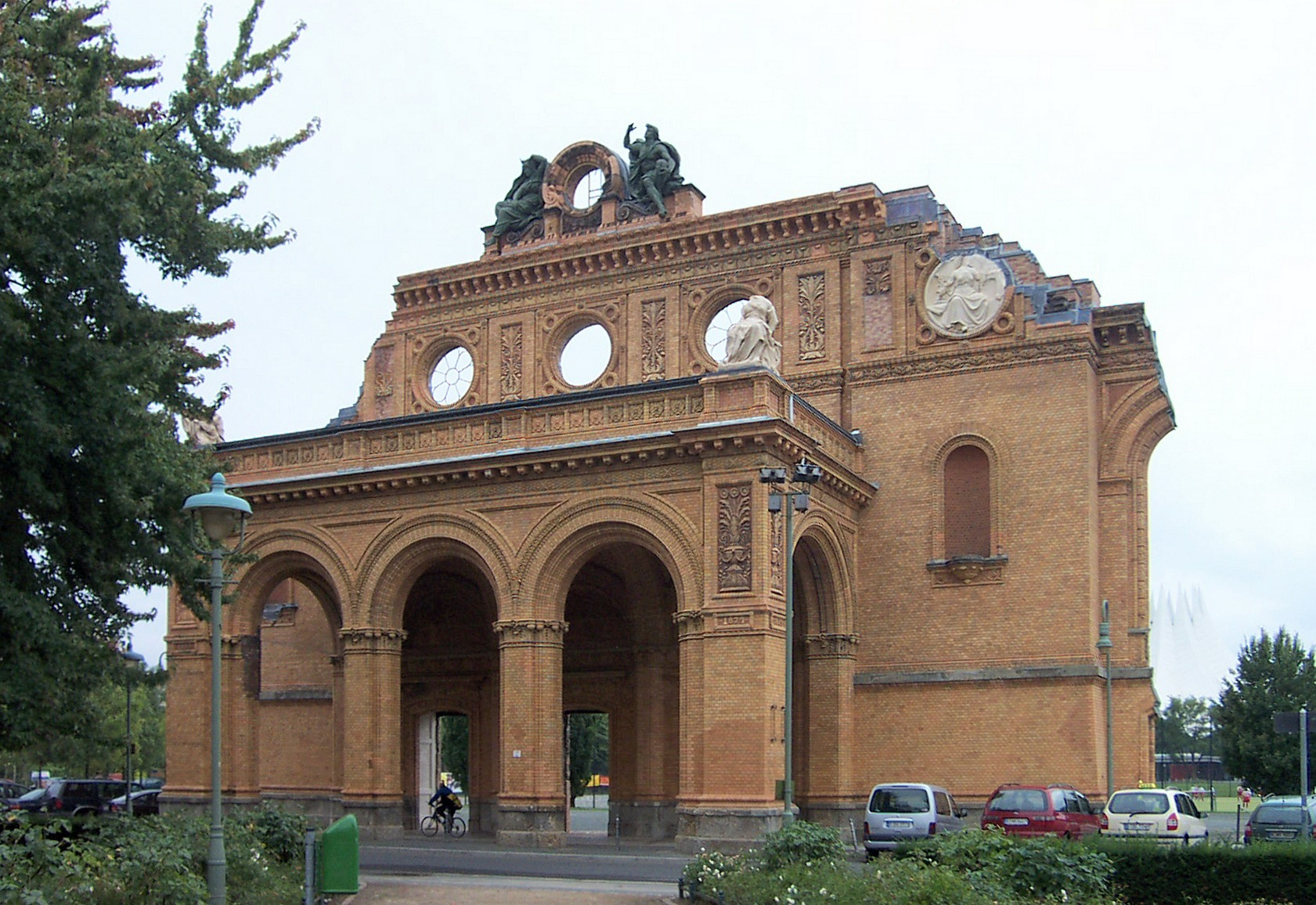
Anhaltské nádraží